# Minchiate
Le minchiate est un jeu de cartes du début du XVIe siècle, originaire de Florence, en Italie, qui n'est quasiment plus joué depuis le XXe siècle. Très proche du tarot, mais plus complexe, il se caractérise par le nombre important d'atouts qu'il utilise : 40, là où le tarot n'en comprend généralement que 21, pour un total de 97 cartes.

## Étymologie
Le mot minchiate vient d'un terme dialectal italien signifiant « non-sens » ou « broutille ». Le mot minchione signifie « benêt » et minchionare « rire de quelqu'un ». Le sens pourrait être « le jeu du Fou » : la carte « Le Fou », ou « Excuse », est présente dans toutes les variétés de tarot. Au tarocchini (en), sminchiate est un signal utilisé pour communiqué avec un équipier.
A noter que minchiate est en italien un participe passé féminin pluriel, qu’on dit de ce fait « le minchiate » (« les… »), (API : /minˈkjate/). Le français a choisi de traiter ce terme comme un masculin singulier (comme... spaghetti).

## Cartes

### Caractéristiques
Les cartes de minchiate, comme les autres tarots, font usage de quatre enseignes, de cartes d'atouts et d'une dernière carte sans numéro, le Fou. Le jeu compte au total 97 cartes.
Le jeu utilise les enseignes latines : coupes, bâtons, deniers et épées. Chaque enseigne compte dix cartes à points, de l'as au dix, et quatre figures : valet, cavalier, dame et roi.
Les atouts sont la différence la plus évidente avec les autres tarots : le minchiate en comprend 40, presque le double d'un jeu de tarot classique. Les 35 premiers portent un numéro en chiffres romains additifs (« 4 » et « 9 » y sont notés « IIII » et « VIIII », pas « IV » ou « IX »). Les 5 derniers, appelés « arie » ne sont pas numérotés.

### Variantes
Les cartes de minchiate comprennent deux styles, ancien et récent, qui coexistent pendant près de deux siècles. Le style ancien date du début du XVIe siècle, voire de la fin du XVe siècle,,,,,,,. Les valets (fanti en italien) de coupe et de denier sont remplacés par des servantes (fantine). Les cavaliers sont des centaures ou des sphinx. Les enseignes sont celles du jeu de cartes espagnol à l'exception des bâtons qui suivent celui des jeux du nord de l'Italie. Ce style s'est éteint vers 1900. Les huit plus hauts atouts (33 à 40) comportent un fond rouge.
Le style récent apparaît vers le début du XVIIIe siècle comme édition de luxe,,,. Les huit plus hauts atouts perdent leur fond rouge. Vers 1820, il est redessiné dans un style plus plat et simple ; des changements sont apportés au quart des atouts et des figures, et le fond rouge réapparaît,. Ce style survit en Ligurie jusque dans les années 1930.

### Enseignes
Le tableau suivant reprend les cartes à points et les figures d'un jeu de Minchiate édité à Florence entre 1860 et 1890.
|         | 1 | 2 | 3 | 4 | 5 | 6 | 7 | 8 | 9 | 10 | Valet | Cavalier | Dame | Roi |
| ------- | - | - | - | - | - | - | - | - | - | -- | ----- | -------- | ---- | --- |
| Bâtons  |   |   |   |   |   |   |   |   |   |    |       |          |      |     |
| Deniers |   |   |   |   |   |   |   |   |   |    |       |          |      |     |
| Coupes  |   |   |   |   |   |   |   |   |   |    |       |          |      |     |
| Épées   |   |   |   |   |   |   |   |   |   |    |       |          |      |     |

### Atouts
Le minchiate fait usage de 40 atouts et d'une carte d'excuse, le Fou. Certains atouts correspondent à ceux des tarots plus traditionnels, mais la moitié d'entre eux sont spécifiques au jeu.
| Variante  | Épée | Coupe | Denier | Bâton |
| --------- | ---- | ----- | ------ | ----- |
| Plaisance |      |       |        |       |

En comparant les planches de Rosenwald (une série de planches de tarot florentins non coupées datant d'entre 1480 et 1500) avec des listes d'atouts du XVIe siècle, on suppose que La Papesse, 2e atout dans certains tarots, est abandonnée à la fin du XVe siècle. En conséquence, tous les atouts après le premier descendent d'un rang,. L'Impératrice, l'Empereur et le Pape deviennent les nouveaux numéros II, III et IIII. Comme les cinq plus bas atouts sont collectivement désignés comme papi (« papes »), l'Amour est ajouté à ce groupe. L'identification de ces cartes est largement oubliée au fil des siècles, les joueurs les appelant par leur numéro (« Pape 2 », « Pape 3 », etc.).
La Tempérance, la Force et la Justice sont trois vertus cardinales décrites dans les tarots classiques. Le minchiate leur ajoute la dernière vertu cardinale, la Prudence, mais insérée dans les trois vertus théologales, la Foi, l'Espoir et la Charité. Il s'agit du seul tarot qui inclut toutes les vertus catholiques. Le seul autre tarot connu comportant également les vertus théologales (mais pas toutes les vertus cardinales) est le tarot Cary-Yale.
Le minchiate est un tarot du sud de l'Italie et partage certaines qualités avec les tarots bolonais (en) et sicilien (en), par opposition aux tarots de l'ouest comme celui de Marseille. Dans ce dernier, la Tour est appelée la Maison Dieu ; dans le minchiate, elle porte le nom de Maison du Diable et représente une femme nue fuyant un édifice en flamme. La Lune représente un astrologue l'étudiant, au lieu de chiens hurlants et d'un homard. À l'Ermite correspond le Temps ou le Bossu, représentant un vieillard sur béquilles avec un sablier en arrière-plan. Le dernier atout n'est pas le Monde mais le Jugement. Le minchiate complète les atouts par les signes du zodiaque (en ordre dispersé) et les quatre éléments.
Les huit atouts les plus élevés comportent un fond rouge. Les cinq atouts les plus élevés (nommés arie) ne portent aucun numéro. Certains jeux comportent une 98e carte, un atout sur fond rouge et sans numéro représentant une femme nue courant dans une roue, symbolisant peut-être Fortuna. Des jeux à 98 cartes sont mentionnés en Sicile au début du XVIIIe siècle, mais les seuls exemples subsistants proviennent de Gênes. On ignore quelle place cette carte occupe.
La liste suivante résume les atouts du minchiate, leur nom en italien, leur traduction et leur analogue éventuelle dans le tarot de Marseille. Comme précédemment, les illustrations proviennent d'un jeu de Minchiate édité à Florence entre 1860 et 1890.
| #        | Nom italien                              | Traduction                | Analogue du tarot de Marseille | Illus. |
| -------- | ---------------------------------------- | ------------------------- | ------------------------------ | ------ |
|          | Il Matto                                 | Le Fou                    | Le Mat                         |        |
| I        | Papa uno ; l'Uno ; il Papino ; Ganellino | Pape un                   | Le Bateleur                    |        |
| II       | Papa due ; l'Imperatrice                 | Pape deux ; L'Impératrice | L'Impératrice                  |        |
| III      | Papa tre ; l'Imperatore,                 | Pape trois ; l'Empereur   | L'Empereur                     |        |
| IIII     | Papa quattro ; il Papa,                  | Pape quatre ; le Pape     | Le Pape                        |        |
| V        | Papa cinque ; l'Amore                    | Pape cinq ; L'amour       | L'Amoureux                     |        |
| VI       | La Temperanza                            | La Tempérance             | Tempérance                     |        |
| VII      | La Forza                                 | La Force                  | La Force                       |        |
| VIII     | La Giustizia                             | La Justice                | La Justice                     |        |
| VIIII    | La Ruota della Fortuna                   | La Roue de la Fortune     | La Roue de Fortune             |        |
| X        | Il Carro                                 | Le Chariot                | Le Chariot                     |        |
| XI       | Il Gobbo ; il Tempo                      | Le Bossu ; Le Temps       | L'Ermite                       |        |
| XII      | L'Impiccato                              | Le Pendu                  | Le Pendu                       |        |
| XIII     | La Morte                                 | La Mort                   | La Mort                        |        |
| XIIII    | Il Diavolo ; il Demonio                  | Le Diable ; le Démon      | Le Diable                      |        |
| XV       | La Casa del diavolo                      | La Maison du Diable       | La Maison Dieu                 |        |
| XVI      | La Speranza                              | L'Espérance               | aucun                          |        |
| XVII     | La Prudenza                              | La Prudence               | aucun                          |        |
| XVIII    | La Fede                                  | La Foi                    | aucun                          |        |
| XVIIII   | La Carità                                | La Charité                | aucun                          |        |
| XX       | Il Fuoco                                 | Le Feu                    | aucun                          |        |
| XXI      | L'Acqua                                  | L'Eau                     | aucun                          |        |
| XXII     | La Terra                                 | La Terre                  | aucun                          |        |
| XXIII    | L'Aria                                   | L'Air                     | aucun                          |        |
| XXIIII   | La Bilancia                              | La Balance                | aucun                          |        |
| XXV      | La Vergine                               | La Vierge                 | aucun                          |        |
| XXVI     | Lo Scorpione                             | Le Scorpion               | aucun                          |        |
| XXVII    | L'Ariete                                 | Le Bélier                 | aucun                          |        |
| XXVIII   | Il Capricorno                            | Le Capricorne             | aucun                          |        |
| XXVIIII  | Il Sagittario                            | Le Sagittaire             | aucun                          |        |
| XXX      | Il Cancro                                | Le Cancer                 | aucun                          |        |
| XXXI     | I Pesci                                  | Les Poissons              | aucun                          |        |
| XXXII    | L'Acquario                               | Le Verseau                | aucun                          |        |
| XXXIII   | Il Leone                                 | Le Lion                   | aucun                          |        |
| XXXIIII  | Il Toro                                  | Le Taureau                | aucun                          |        |
| XXXV     | I Gemelli                                | Les Gémeaux               | aucun                          |        |
| XXXVI    | La Stella                                | L'Étoile                  | L'Étoile                       |        |
| XXXVII   | La Luna                                  | La Lune                   | La Lune                        |        |
| XXXVIII  | Il Sole                                  | Le Soleil                 | Le Soleil                      |        |
| XXXVIIII | Il Mondo                                 | Le Monde                  | Le Monde                       |        |
| XL       | Le Trombe                                | Les Trompettes            | Le Jugement                    |        |

## Règles
Le minchiate peut être joué par deux à quatre joueurs, la version la plus commune étant de quatre joueurs regroupés en deux équipes. Comme les autres jeux de tarot, c'est un jeu de levées où les points sont attribués en capturant certaines cartes. Comme dans la plupart des jeux de tarot, la valeur des cartes à points (as à dix) des coupes et deniers est inverse de celles des bâtons et épées, et le jeu est joué dans le sens inverse des aiguilles d'une montre. Le minchiate est similaire au tarocchini (en) joué à Bologne. Dans ces deux jeux, les combinaisons de cartes sont plus importantes que la valeur des cartes individuelles.
Lors du décompte final, les cartes rapportent les points suivants :
- Atouts de 36 à 40 : 10 points
- Fou, rois et atouts 1, 10, 13, 20, 28, 29 (sous conditions) et 30 à 35 : 5 points
- Atouts 2 à 5 : 3 points
- Toutes les autres cartes : 0 point

Le dernier pli vaut 10 points. L'atout 29 est une carte unique : par lui-même, il ne rapporte rien ; mais s'il est utilisé dans une combinaison (versicola), il vaut 5 points. Les versicole sont formées d'une suite de trois cartes consécutives, ou plus. Il existe en outre quatre versicole irrégulières :
- Versicola del Matto: atouts 1 et 40, et le Fou
- Versicola del Tredici: atouts 1, 13 et 28
- Versicola delle diecine: atouts 10, 20 et 30 ; ou 20, 30 et 40 ; ou 10, 20, 30 et 40
- Versicola dei Regi: trois ou quatre rois

Toute versicola doit être déclarée au début de la manche. À la fin de la manche, chaque équipe assemble des versicole à partir des cartes qu'elle a capturées. Le Fou peut être ajouté à toute versicola pour en accroitre le total (mais pas pour en remplacer une carte). Une versicola vaut autant de points que les cartes qui la composent : la versicola del Matto, par exemple, vaut 20 points ; la suite des atouts 27, 28 et 29 rapporte 10 points ; celle des atouts 14, 15 et 16 ne rapporte rien.
En fin de manche, pour déterminer ses points, chaque équipe totalise les points des cartes individuelles et ceux des versicole déclarées initialement et réalisées.

## Historique

### Origine
Florence est l'un des candidats au titre de lieu de naissance du tarot. La plus ancienne référence à des cartes de tarots, alors appelées trionfi, date de 1440 lorsqu'un notaire de Florence, Giusto Giusti, fait faire un jeu de tarot pour l'offrir à Sigismond Malatesta.
La plus ancienne référence connue au mot minchiate provient d'une lettre de 1466 écrite par Luigi Pulci à Laurent de Médicis. On pense cependant qu'à l'époque ce terme désignait le tarot normal, joué avec un paquet de 78 cartes, comme on peut le voir avec les feuilles Rosenwald de la National Gallery of Art de Washington, des feuilles de tarot florentin non découpées datant vers 1500. En outre, dans le minchiate, la Force précède la Justice, La Roue de Fortune et le Chariot. Les feuilles Rosenwald les ordonnent ainsi : Justice, Force, Chariot et Roue. Ces feuilles contiennent la Papesse comme second atout, alors que celle-ci a disparu du minchiate à 97 cartes. Une chanson florentine écrite vers 1500 ordonne les tarot presque comme les feuilles Rosenwald à l'exception de la Papesse, ce qui pourrait signifier que cette carte a été éliminée du jeu à cette époque. Cette chanson ordonne les atouts : Force, Justice, Chariot et Roue, suggérant une étape de transition entre les feuilles Rosenwald et le minchiate ultérieur.
Le minchiate à 97 cartes est initialement connu comme germini, d'après la carte des Gémeaux, la plus haute des nouveaux atouts. La première référence connue au germini date de 1506. Ce jeu est créé en insérant les 20 nouveaux atouts entre l'atout 15 et l'Étoile, qui prend le numéro 36. Ce jeu devient suffisamment populaire pour que la production de jeux de 78 cartes cesse et que l'ancien nom de minchiate passe au nouveau jeu au cours du XVIIe siècle.

### Expansion et déclin
Le jeu s'étend de Florence au reste de l'Italie et en France pendant ce siècle. En Sicile, il est appelé gallerini ; en Ligurie, ganellini, mais les règles dans ces régions ne nous sont pas parvenues, excepté quelques références cryptiques qui indiquent qu'elles sont différentes du jeu florentin. Toutes les règles connues dérivent d'un type joué dans le Grand-duché de Toscane et les États pontificaux.
À l'aube du XVIIIe siècle, le minchiate a remplacé en popularité le tarot d'origine en Italie. Paolo Minucci en publie un commentaire en 1676 et le jeu est décrit en détail par Romain Merlin dans son Origine des cartes à jouer, publié à Paris ien 1869. Il est également connu en Allemagne à la fin du XVIIIe siècle.
La popularité du minchiate décroît à la fin du XIXe siècle et au début du XXe siècle. Il est encore joué à Gênes dans les années 1930.

## Versions alternatives

### Lucques
La république de Lucques produit sa propre version du jeu. Les cartes sont similaires à celles produites dans la proche Florence, mais avec plusieurs différences graphiques. Les rois sont assis sous des arches, les cavaliers sont des êtres humains chevauchant des chevaux, tous les valets sont des hommes et le Fou joue avec un chien. Ce style s'éteint au XVIIIe siècle.

### Minchiate éducatif
Des jeux éducatifs sont produits à Florence pendant le XVIIIe siècle,. À la place des figures et des points, chaque carte comporte un texte expliquant un certain sujet. Un exemple d'un tel jeu explicite sur les enseignes l'histoire d'Assyrie, de Perse, de Grèce et de Rome, et sur les atouts des mythes et des légendes. Des jeux géographiques dépeignent des cartes du monde connu.

### Le Minchiate en France
Le minchiate a fait quelques apparitions discrètes en France. D’abord sous la forme d’un jeu complet, inspiré du minchiate florentin, œuvre de François de Poilly (1623-1693), qui a séjourné à Rome jusqu’en 1656, seul endroit, avec Florence, où il aurait pu entrer en contact avec le jeu. Rentré à Paris, il en a réalisé vers 1660 une étonnante version française, dont la Bibliothèque nationale de France possède un exemplaire unique mais incomplet.
Ce jeu, entièrement gravé à l’eau-forte, est à couleurs françaises et non à couleurs italiennes, comme l’original italien. Il possède 40 atouts numérotés et un fou nommé Momus.
Par la suite, son fils, François II de Poilly a repris les plaques pour en faire une deuxième édition, aux atouts « réorganisés » et renumérotés, dans un ordre plus « cohérent », mais sans respect pour la tradition florentine. Cette deuxième édition a dû être faite entre 1712 et 1741.
De cette même édition, on connaît un exemplaire qui se trouve au Bowes Museum, à Durham, en Grande-Bretagne ; les cartes sont contenues dans un livre feint aux armes royales de France, avec collier de la Toison d’or, peut-être pour Louis, dauphin de France (fils de Louis XV), fait chevalier de la Toison d'or (comme son père) en 1739 par Philippe V d'Espagne. Or Louis devait épouser en février 1747, en secondes noces, Marie-Josèphe de Saxe, fille d’Auguste III, roi de Pologne et électeur de Saxe. La nouvelle dauphine n’ignorait rien du minchiate, fort en honneur à la cour de Saxe, à Dresde.
Enfin, un dernier membre de la famille de Poilly imagine, à la fin du XVIIIe siècle, de réduire ces 97 cartes en la forme d’un tarot « normal » à 78 cartes (BnF, coll. Hennin).
L'ordre des deux derniers jeux diffère du premier. Les trois jeux comptent 56 cartes aux enseignes françaises, chaque enseigne représentant un continent différent : l'Afrique pour les piques, l'Europe pour les cœurs, l'Amérique pour les trèfles et l'Asie pour les carreaux. Les gravures partagent des motifs avec le minchiate italien et le tarot nouveau ultérieur, ainsi que des motifs de la mythologie romaine,.
La liste suivante donne les atouts de chaque jeu :
- Premier jeu[31] :
  - 1 à 5 : objets cosmologiques (Chaos, Soleil, Lune, Étoile, Monde)
  - 6 à 9 : éléments (Air, Terre, Eau, Feu)
  - 10 à 13 : âges (Jeunesse, Petite Enfance, Adolescence, Vieillesse)
  - 14 à 18 : sens (Goût, Odorat, Toucher, Vue, Ouïe)
  - 19 à 24 : vertus (Prudence, Justice, Charité, Espérance, Force, Jugement)
  - 24 à 30 : dieux (Mercure, Bacchus, Amour, Vénus, Momus, Fortune)
  - 31 à 42 : mois (Janvier, Février, Mars, Avril, Mai, Juin, Juillet, Août, Septembre, Octobre, Novembre, Décembre)

- Deuxième jeu :
  - Momus
  - 1 à 4 : dieux (Mercure, Bacchus, Amour, Vénus)
  - 5 à 9 : vertus (Prudence, Charité, Justice, Espérance, Force)
  - 10 : Fortune
  - 11 à 14 : âges (Vieillesse, Jeunesse, Adolescence, Petite Enfance)
  - 15 à 19 : sens (Goût, Toucher, Odorat, Ouïe, Vue)
  - 20 à 23 : éléments (Feu, Terre, Eau, Air)
  - 24 à 35 : mois (Décembre, Novembre, Octobre, Septembre, Août, Juillet, Juin, Mai, Avril, Mars, Février, Janvier)
  - 36 à 39 : objets cosmologiques (Étoile, Lune, Soleil, Monde)
  - 40 : Jugement

- Troisième jeu :
  - Momus
  - 1 : Mercure
  - 2 : Amour
  - 3 à 8 : vertus et Fortune (Espérance, Force, Fortune, Justice, Charité, Prudence)
  - 9 à 12 : âges (Vieillesse, Jeunesse, Adolescence, Petite Enfance)
  - 13 à 16 : éléments (Eau, Feu, Terre, Air)
  - 17 : Étoile
  - 18 : Lune
  - 19 : Soleil
  - 20 : Jugement
  - 21 : Monde

En 1747, Louis de France, épouse Marie-Josèphe de Saxe. Aussitôt la nouvelle dauphine, alors âgée de 16 ans, tient à jouer au minchiate, un jeu qu’elle a appris à Dresde. En effet, la cour de Saxe, très italophile, avait adopté le jeu florentin dès les années 1740.
Le duc de Luynes note, le avril 1747 :
« Mme la Dauphine depuis quelques jours voit du monde à cinq heures jusqu’à six, qui est l’heure du jeu de la Reine. Pendant ce temps elle joue à un jeu qui vient d’Italie et qu’elle a appris à Dresde ; on le nomme le minquiat, il se joue ordinairement à quatre personnes ; les cartes sont à peu près comme celles du taro [sic], mais il y en a quatre-vingt-dix-sept. ». En 1756, la dauphine est toujours adonnée au « minquiat » (Luynes, op. cit.).
Enfin, un petit livre donnant les règles du jeu en français est publié vers 1770 sous le titre Regles du jeu des minquiattes.

### Minchiate autrichien
Vers 1930, la société Piatnik de Vienne produit un jeu de cartes comportant 40 atouts,. Il ressemble aux jeux Industrie und Glück des tarocks d'Europe centrale. Les enseignes comptent seulement 32 cartes. Les atouts représentent des scènes de genre rustiques. Avec le Sküs (le Fou), le nombre total de cartes atteint 73.
L'emballage du jeu est en français. Pourtant, les jeux de type Industrie und Glück ne sont pas connus dans les pays de langues françaises, tandis que l'audience du minchiate est à cette époque réduite à quelques joueurs de Gênes. La destination de ce jeu n'est pas connue.